# Tršovka
Tršovka – strumień na terenie Słowenii, uchodzący do Cerknicy. Uchodzi do niego jeden bezimienny ciek.